# زاغة (مياندوآب)
زاغة هي قرية في مقاطعة مياندوآب، إيران. يقدر عدد سكانها بـ 254 نسمة بحسب إحصاء 2016.